# Motos (localitat)
|  | Per a altres significats sobre el vehicle de motor, vegeu «Motocicleta». |

Motos és un poble petit de pocs habitants una pedania de Alustante, en l'extrem sud-oriental de la província de Guadalajara, situada a 1.419 msnm en la faldilla de solana del turó de l'Abadia o del Castillo. S'accedeix a través d'una estreta carretera provincial de 3 km. de longitud que parteix de la CM-2112 pel quilòmetre 2,3 cap a l'est.
Limita a l'est amb Ródenas, al sud i est amb Orihuela del Tremedal, i a l'oest i nord amb Alustante i Tordesilos.
El riu Gall i el camí de Ródenas a Alustante, en algunes de les seves parts, serveixen de límit natural amb aquest últim poble, pel ponent i el nord, respectivament; mentre que amb Tordesilos només limita en el vèrtex que marcava l'anomenada fita de les Quatre Cantonades.

## Història
Antigament, el Lloc de Motos es trobava entre els Regnes de Castella i Aragó i des d'allí es controlava el pas del camí d'Albarrasí a Molina de Aragón i per extensió el pas del Regne de València al nord del Regne de Castella.
Se situava en un important nus fronterer de jurisdiccions eclesiàstiques i civils: diòcesi d'Albarrasí, Sigüenza i Saragossa i les Comunitats de Molina de Aragón, Albarrasí, Daroca i Terol.
Des de 1970 és pedania de Alustante. La fusió voluntària entre tots dos pobles es va iniciar en 1968 amb les sessions dels Ajuntaments de Motos i Alustante de 2 i 6 de novembre. En elles es va acordar per unanimitat l'inici dels tràmits, finalitzant el procés amb la publicació en el BOE el 24 de febrer de 1970 del Decret 448/1970 de 12 de febrer pel qual es va aprovar aquesta fusió.

## Festes
La festa patronal de Motos se celebra en honor de Sant Pere el 29 de juny. A més de la solemne missa i processó, se celebra un menjar popular i, a la nit, la Revetlla. A causa de la despoblació, el retrobament dels veïns i fills del poble se celebra a les Festes d'Estiu en honor de Sant Fabián i Sant Sebastià el tercer cap de setmana d'agost.